# Zayzun
Zayzun (tiếng Ả Rập: زيزون) là một ngôi làng Syria nằm ở Al-Ziyarah Nahiyah ở huyện Al-Suqaylabiyah, Hama. Theo Cục Thống kê Trung ương Syria (CBS), Zayzun có dân số 1944 trong cuộc điều tra dân số năm 2004.